# StarSoft
StarSoft (СтарСофт) — одна из старейших российских компаний, специализирующаяся на оказании услуг по разработке программного обеспечения на заказ. Головной офис продаж располагался в Кембридже, Массачусетс, центральный офис разработки в Санкт-Петербурге. В 2007 году была поглощена компанией Exigen Services.

## История
Считается что компания неофициально начала свою деятельность сразу после августовского путча 1991 года на базе лаборатории программного обеспечения при Независимой Гуманитарной Академии в Санкт-Петербурге. На тот момент она состояла из трех человек: Николая Пунтикова, Максима Володина и Андрея Золотарёва. Достаточно долгое время они занимались автоматизацией различных отделов образовательных и научных учреждений на основе Adabas. Первый проект на западного заказчика был начат осенью 1992 года.
В 1993 году началась работа над двумя проектами, во многом определившими облик компании: Together (средство проектирования ПО) и STAR Transit (среда для перевода технической документации). 19 октября 1995 года компания была официально зарегистрирована как российское представительство STAR Group, имеющее название STAR SPb. На тот момент в компании насчитывалось около 60 сотрудников, из которых примерно половина были переводчиками. В дальнейшем обе ветви (и переводческая и разработческая) успешно развивались, приобретались новые клиенты (такие как CSC Denmark, Millennium Pharmaceuticals Архивная копия от 29 ноября 2010 на Wayback Machine, Stac/Previo, Intel), расширялось работа над продуктами головной компании (Transit, TermStar и WebTerm), команда, работавшая над Together оформилась в отдельную компанию TogetherSoft (впоследствии приобретённой компанией Borland). Изначальная специализация на лингвистических технологиях (UNL, NLP) с ростом компании постепенно исчезла, и STAR SPb начал трансформацию в классическую компанию по разработке заказного ПО, завершившуюся в апреле 2003 года выделением отдела оффшорной разработки в отдельную компанию Star Software Corporation. При этом оставшаяся компания STAR SPb сосредоточилась исключительно на технических переводах.
С этого момента начинается экстенсивный рост компании. В апреле 2004 года начинается сотрудничество с T-Mobile, который очень быстро становится крупнейшим клиентом Star Software. Опыт в разработке фильтров для Transit Архивная копия от 20 сентября 2008 на Wayback Machine помог Star выиграть контракт с eHelp (впоследствии поглощённой компанией Macromedia) на разработку PPT2SWF конвертера. Благодаря успешному развитию американского офиса, появляются новые стратегические партнеры, такие как WebSideStory (впоследствии поглощённой Omniture, которую в свою очередь купила Adobe), SirsiDynix и DirectTech.
Переговоры об объединении с Epam, проходившие в конце 2004 года закончились безрезультатно. В мае 2005 года название компании было изменено на StarSoft Development Labs. С осени 2005 года началась экспансия в регионы России и Украины (сначала открытие офиса в Днепропетровске, затем в Казани и Дубне). Наконец, в феврале 2007 года было объявлено об объединении с компанией Exigen Services.